# Imatge corporativa
La imatge corporativa és una construcció cultural realitzada per una organització per dirigir la percepció que la societat té sobre aquesta. És una “imatge” generalment acceptada del que una companyia “significa”. La creació d'aquesta imatge és un exercici en la direcció de la percepció d'aquesta. És creada sobretot per experts de màrqueting que utilitzen les relacions públiques i altres formes de promoció per suggerir un quadre mental al públic: típicament una imatge corporativa es dissenya per ser atractiva al públic, de manera que la companyia pugui provocar un interès entre els consumidors, generi riquesa de marca i faciliti així les vendes del producte.
La imatge d'una corporació no és creada únicament per la companyia sinó que hi ha altres factors que contribueixen a crear-la com poden ser els mitjans de comunicació, els periodistes, els sindicats, les organitzacions mediambientals i altres ONG. La imatge corporativa relaciona com una empresa, organització o entitat es presenta i com és vista des de fora.
En la creació de la imatge d'una empresa no intervé només la companyia també hi contribueixen (mitjans de comunicació, sindicats…). La dissenyen experts en màrqueting i comunicació.
Aquesta imatge corporativa consisteix en l'agrupació del símbol, el logotip i el color, de manera que es crea un sistema de senyals propi.